# Ogrezeni
Ogrezeni es una comuna ubicada en el distrito de Giurgiu, Rumania.

## Superficie
Cuenta con una superficie de 37,71 kilómetros cuadrados.

## Demografía
Hasta 2021 la población era de 4375 habitantes, con una densidad de población de 116,0 habitantes por kilómetro cuadrado.